# Исай Добровен
Исай Александрович Добровен, роден като Ицхок Зорахович Барабейчик, е руски диригент, пианист, оперен режисьор и композитор от еврейски произход. Напуска Съветския съюз през 1922 г. и става норвежки гражданин през 1929 г.

## Биография
Роден е на 27 февруари (стар стил 15 февруари) 1892 г. в Нижни Новгород, Руска империя. Учи в Московската консерватория, където негови учители са Константин Игумнов и Сергей Танеев. Завършва със златен медал. През 1911 – 1912 г. учи във Виена при Леополд Годовски, а след това се премества в Париж. Там той принадлежи към кръга на руските изгнаници около поета Максим Горки, но след шест месеца се завръща в Москва.
В Москва свири под диригентството на Сергей Кусевицки и Николай Малко, свири в трио с Грегор Пятигорски и Миша Мишаков и понякога акомпанира на Фьодор Шаляпин. Като пианист и композитор работи в театъра на Станиславски (Московски художествен театър).
От 1917 до 1921 г. преподава в Московската филхармонична консерватория, професор. През 1921 – 1922 е диригент на Болшой театър в Москва.
Напуска Русия през 1922 г. В Германия режисира първото немско представление на „Борис Годунов“ на Мусоргски (Дрезденска опера, 1922).
Дирижира Филхармоничния оркестър на Осло (1928 – 1931), в Софийската опера (1927 – 1928), както и оркестрите на Симфоничния оркестър на Сан Франциско (1931 – 1934) и Симфоничния оркестър на Гьотеборг (1941 – 1953).
През 1948 – 1949 г. дирижира опери от руски композитори в Ла Скала в Милано.
Добровен работи с Николай Меднер, Артур Шнабел и други известни музиканти.
През 1949 г. кани Борис Христов в „Хованщина“ и в „Борис Годунов“, през 1950 г. правят записи на „Княз Игор“ и „Садко“. Исай Добровен убеждава Борис Христов във възможностите му да изпее едновременно две партии в „Княз Игор“ – на Галицки и Кончак, а също и трите басови партии в „Борис Годунов“ – на Борис, Пимен и Авраам – запис, направен в Париж (1952) с участието и на Николай Геда, Ким Борг и др., който получава широка известност.
Бил е и близък приятел на руския писател Максим Горки и норвежкия изследовател Фритьоф Нансен.
Последният му концерт с Филхармонията на Осло е през декември 1952 г., а последният му концерт е на 19 януари 1953 г., когато дирижира Щутгартския оркестър. Умира на 9 декември 1953 г. в Осло на 62 години.

## Композиции
Добровен композира двадесет произведения, включително концерт за пиано, соната за цигулка, сценична и филмова музика, хорови и солови песни и малки пиеси за цигулка и пиано. Концертът за пиано, който самият той изпълнява в международен план, напоследък получава повече внимание. Следва композиторския стил на Рахманинов, Александър Скрябин и Николай Метнер.